# 張啟琫
張啟琫（17世紀—？），本名張同，亦載張啟俸，清朝武官，臺灣府澎湖廳赤崁澳人，參與平定朱一貴事件領有戰功。其祖父為澎湖巨富張百萬。

## 生平
根據張兆麒《瓦硐張氏族譜》（1985年）、《澎島肇基始祖張隱公派沿革》（1985年）記載，張啟琫祖父張百萬，本名張隱，籍貫漳州府漳浦人，明朝末年海商，以擁有巨型帆船船隊聞名，自崇禎十年（1637年）東渡澎湖，卜居赤崁澳大赤崁社（今白沙鄉赤崁村）。
張隱傳有五子，次子張遠英又傳兩子，分別是長子張同、次子張阮，張同原本習文，後投筆從戎，成為綠營武官，初任千總，張同後以「啟琫」為名，後人多稱張啟琫。張啟琫生卒年不詳，根據《瓦硐張氏族譜》資料，張啟琫之弟張阮（政府文書名啟璋，亦以此名行）出世於1673年（南明永曆27年、康熙12年），僅知張啟琫出生年份早於1673年。
康熙22年（1683年），康熙皇帝遣派施琅率領水師攻打東寧王國，施琅在澎湖海域擊退東寧王國的劉國軒艦隊，嗣後東寧王國首領鄭克塽投降，東寧王國滅亡，康熙23年（1684年），大清帝國正式將東寧王國全境收入版圖。
康熙60年（1721年），臺灣府爆發朱一貴事件，臺灣府城陷落，臺廈道道尹梁文煊、臺灣府知府王珍等高官悉數走避澎湖。張啟琫隨清軍赴臺平定朱一貴起事，事平之後，張啟琫因軍功誥封特授「懷遠將軍」，出任福建水師銅山營參將，仕宦於漳州東山島，後遷居鼓浪嶼，並埋葬於斯。

## 懷遠將軍匾

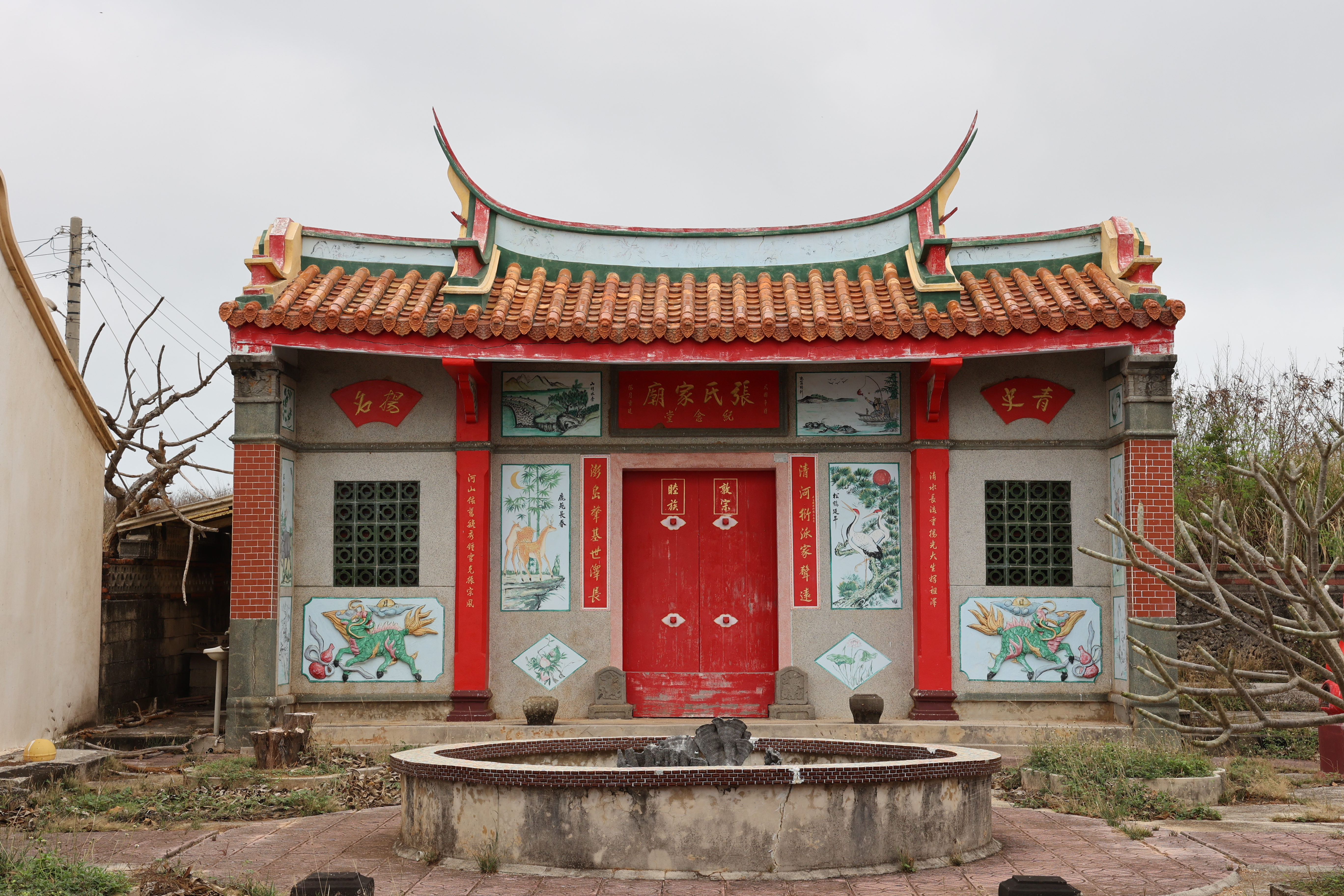
瓦硐村張氏家廟。（張百萬故居）

康熙60年（1721年）朱一貴事件落幕，張啟琫受封「懷遠將軍」品等為從三品，官蔭原鄉之張氏家族。張啟琫家族原住北山嶼大赤崁社，其弟張啟璋在雍正元年（1723年）遷居北山嶼面朝澎湖內海的瓦硐港社（今白沙鄉瓦硐村），並也在瓦硐港社興建張家祠廟（俗稱「張百萬故居」），廟成，雍正皇帝御賜「誥封懷遠將軍牌匾」，今仍收藏於瓦硐的張氏祖廟中。相傳瓦硐港社俗名巷港，係因張家聚落（張啟璋生有八子，子孫綿衍繁多）、家祠屋頂悉用圓形瓦硐鋪蓋，故清代方志採錄「瓦硐（港）」為澳社官方名稱，而非俗名「巷港」。

## 其他
- 大赤崁龍德宮有一「神聖威靈」匾，落款者張啟璋、張啟榮敬獻於乾隆八年（1743年），此張啟璋應為張啟琫之弟。[9][10]